# Сан-Мартіно-ін-Бадія
Сан-Мартіно-ін-Бадія (італ. San Martino in Badia) — муніципалітет в Італії, у регіоні Трентіно-Альто-Адідже,  провінція Больцано.
Сан-Мартіно-ін-Бадія розташований на відстані близько 540 км на північ від Рима, 95 км на північний схід від Тренто, 50 км на північний схід від Больцано.
Населення — 1711 осіб (2014).

## Демографія
Населення за роками:

Станом на 1 січня 2023 року в муніципалітеті офіційно проживало 66 іноземців з 15 країн, серед них 37 громадян країн Євросоюзу та 10 громадян України.

## Сусідні муніципалітети
- Бадія
- Брессаноне
- Корвара-ін-Бадія
- Фунес
- Ла-Валле
- Лузон
- Мареббе
- Санта-Кристіна-Вальгардена
- Сельва-ді-Валь-Гардена